# Drama (rapper)
Terence Cook, mais conhecido pelo seu nome artístico Drama, é um rapper norte-americano, conhecido pelo seu hit de 1999, "Left, Right, Left".

## Trabalho musical
Drama assinou com a Atlantic Records em 1999. Então, ele lançou seu primeiro single, "Left, Right, Left", que alcançou o #73 na Billboard Hot 100 e o trouxe para sua fama precoce. Logo após o lançamento de seu álbum de estreia, intitulado Causin' Drama, em fevereiro de 2000, Drama foi preso por violar a liberdade condicional e foi condenado a 90 dias na prisão. O álbum chegou a #32 na Billboard 200 na semana de 1 de abril de 2000, acompanhado pela popularidade do single "Left, Right, Left", e passou a ser um certificado de Ouro pela RIAA. Mais tarde, Drama foi libertado da prisão, com a intenção de trabalhar em novas músicas. Sua canção "Big Ball" também foi destaque na trilha sonora do filme Osmose Jones. A partir de julho de 2013, seu estado de carreira exata é desconhecida.

## Discografia
Álbuns
- 2000 - Causin' Drama

Singles
- 1999 - "Left, Right, Left"
- 2000 - "Drama's Cadence (Double Time)"
- 2001 - "Big Ball"